# Font del Pou (Claramunt)
La Font del Pou és una font del terme municipal de Tremp, del Pallars Jussà, a l'antic terme de Fígols de Tremp, en territori del poble de Claramunt.
Està situada a 833 m d'altitud, al nord-oest de Claramunt, al sud-est del Puny del Moro, a la partida de los Pous.